# 于原鲁
于原鲁，明朝人，是一名明朝政治人物。
于原鲁曾于1389年接替赵孜任嘉定县知县一职，由齐福东接任。